# La Femme au masque
Pour plus de détails, voir Fiche technique et Distribution.
La Femme au masque (Escapade) est un film américain réalisé par Robert Z. Leonard, sorti en 1935.

## Synopsis
À Vienne dans les années 1900. Anita Keller, fiancée du chef d'orchestre Paul Harrandt, remporte un manteau de fourrure et un foulard lors d'une tombola organisée dans le cadre d'une soirée. Plus tard, Gerta, la sœur d'Anita, porte les nouvelles fourrures d'Anita et se faufile hors d'un bal afin de poser pour le célèbre artiste viennois Fritz Heideneck. Lorsque le portrait de Fritz sur Gerta, dans lequel elle apparaît vêtue seulement du manchon, est imprimé dans un journal local avec le nom d'Anita, un scandale se produit. Bien que le visage de la femme sur la photo soit caché derrière un masque, les gens commencent bientôt à soupçonner qu'Anita et Fritz ont une liaison. Fritz, qui est aussi célèbre pour sa philanthropie que pour son art, a en effet eu une liaison secrète avec Anita, qui a promis de quitter son fiancé pour lui. Lorsque le frère de Paul, Karl, découvre la photographie, il soupçonne immédiatement une irrégularité de la part de sa future belle-sœur, et insiste pour que Paul enquête. Bien que Paul ne croie pas qu'Anita soit le modèle illustré, il se rend chez Fritz pour satisfaire la demande de son frère. Là, l'artiste confirme qu'Anita n'a pas participé à la pose partiellement nue, mais refuse de lui dire qui était réellement son modèle. Paul croit Fritz, et lui demande d'inventer un faux nom pour son modèle afin de mettre fin aux soupçons de Karl. Ils s'entendent sur le nom Léopoldine Major, dont ils trouvent le nom dans l'annuaire de la ville. Lorsque les journaux révèlent le nom du modèle, la vraie Léopoldine, l'assistante de la comtesse Feldon, est choquée. Paul, sous prétexte de délivrer une invitation à une soirée de la Société Philharmonique à la comtesse, rend visite à Léopoldine, mais sa tentative d'expliquer la situation est contrecarrée par la comtesse qui, en recevant l'invitation, insiste pour que Léopoldine assiste à l'événement en son nom. Les soupçons de Karl au sujet du caractère amoral d'Anita ne s'accentuent que lorsqu'il voit Léopoldine en personne au bal et se rend compte que son corps ne ressemble pas à celui de l'image. Pendant ce temps, Anita apprend les soupçons de Karl et lui dit que la seule façon de recevoir son pardon pour une telle accusation est d'obtenir de Fritz une nouvelle image du modèle, démasquée. Entre-temps, Fritz, qui est tombé amoureux de Léopoldine, refuse de l'impliquer dans d'autres projets et rejette la demande de Karl de la dessiner. Lorsque le chauffeur de taxi qui a emmené Gerta chez Fritz la nuit fatidique jure à Karl que c'était Gerta et non Anita dans son taxi, Karl essaie d'empêcher tout autre scandale en le payant. Anita, cependant, apprend la relation de Fritz avec Léopoldine et, avant que Karl puisse l'arrêter, elle raconte le scandale à un groupe de femmes sans nommer les personnes impliquées. Léopolidine laisse tomber son plateau de service en état de choc lorsqu'elle entend l'histoire d'Anita. Avant d'assister à un concert, la jalouse Anita tire sur Fritz, et quand Léopoldine le trouve, elle se précipite à l'opéra pour aller chercher Karl, le seul médecin qui peut traiter Fritz en secret. Bien qu'hésitant à aider l'homme qui a compromis sa femme, Karl réussit à sauver Fritz, puis retourne à l'opéra, où il place l'arme qu'Anita a laissée sur les lieux du crime dans son sac à main pour la sauver des accusations.

## Fiche technique
- Titre original : Escapade
- Titre français : La Femme au masque
- Réalisation : Robert Z. Leonard
- Scénario : Herman J. Mankiewicz, Ethel Borden
- Direction artistique : Cedric Gibbons
- Décors : Hugh Hunt
- Costumes : Dolly Tree
- Photographie : Ernest Haller
- Son : Douglas Shearer
- Montage : Tom Held
- Musique : Bronislau Kaper, Walter Jurmann
- Directeur musical : Victor Baravalle
- Production : Bernard H. Hyman, Robert Z. Leonard
- Société de production : Metro-Goldwyn-Mayer
- Société de distribution : Loew's Inc.
- Pays d'origine :  États-Unis
- Langue originale : anglais
- Format : Noir et blanc  — 35 mm — 1,37:1 — son mono
- Genre : Comédie romantique
- Durée : 92 minutes
- Dates de sortie : 
  - États-Unis : 6 juillet 1935
  - France : 14 février 1940

## Distribution
- William Powell : Fritz Heideneck
- Luise Rainer : Léopoldine Major
- Frank Morgan : Karl Harrandt
- Virginia Bruce : Gerta Keller
- Reginald Owen : Paul Harrandt
- Mady Christians : Anita Keller
- Laura Hope Crews : Comtesse Feldon

## Autour du film
- Ce film est un remake du film autrichien Mascarade (de) de Willi Forst, sorti en 1934